# Pallacanestro Cantù 1956-1957
Questa voce raccoglie le informazioni riguardanti la Pallacanestro Cantù nelle competizioni ufficiali della stagione 1956-1957.

## Stagione
La stagione 1956-1957 della Pallacanestro Cantù sponsorizzata Oransoda, è la 2ª nel massimo campionato italiano di pallacanestro, denominato Elette.
L'inizio della stagione venne segnato dalle difficoltà economiche della squadra e così dalla conseguente entrata in società della famiglia Casella, in particolare del Commendator Ettore, proprietari della ditta S.A.G.A (Società Acqua Gasate ed Affini), che riproposero una vera e propria sponsorizzazione sulle maglie con il marchio Oransoda. Inoltre la Federazione riconobbe ufficialmente i giocatori stranieri, limitandone uno per squadra così Cantù confermò Borislav Ćurčić, mentre Isidor Maršan abbandonò il doppio ruolo di giocatore-allenatore per sedersi solo in panchina.
La stagione si concluse solo con 7 partite vinte, tutte in casa, e con tanta sofferenza raggiunse il terzultimo posto, ovvero l'ultimo disponibile per rimanere in Elette.

## Roster
- Gualtiero Bernardis
- Lino Cappelletti
- Borislav Ćurčić
- Giuseppe Pozzi
- Lorenzo Rogato
- Benito Ronchetti
- Luciano Zia
- Castelli
- De Mattei
- Luporini
- Marelli
- Ponzelletti
- Sala

Allenatore:  Isidor Maršan

## Mercato
| Acquisti | Acquisti    | Acquisti      | Acquisti   |
| R.       | Nome        | da            | Modalità   |
| -------- | ----------- | ------------- | ---------- |
| P        | Luciano Zia | B.F. Biellese | definitivo |

| Cessioni | Cessioni        | Cessioni     | Cessioni       |
| R.       | Nome            | a            | Modalità       |
| -------- | --------------- | ------------ | -------------- |
|          | Sergio Marelli  | Pall. Varese | fine contratto |
|          | Giancarlo Asteo |              | fine contratto |
|          | Gino Cermesoni  |              | fine contratto |
|          | Isidor Maršan   |              | ritirato       |